# Tristach
Tristach est une commune autrichienne du district de Lienz dans le Tyrol.